# پانوپلوسور
پانوپلوسور (نام علمی: Panoplosaurus) نام یک سرده از راسته پرنده‌کفلان است.